# IC 64
IC 64 ist eine Elliptische Galaxie mit aktivem Galaxienkern vom Hubble-Typ E/S0 mit aktivem Galaxienkern im Sternbild Fische auf der Ekliptik. Sie ist schätzungsweise 622 Millionen Lichtjahre von der Milchstraße entfernt und hat einen Durchmesser von etwa 170.000 Lichtjahren. Vom Sonnensystem aus entfernt sich die Galaxie mit einer errechneten Radialgeschwindigkeit von näherungsweise 13.800 Kilometern pro Sekunde.
Im selben Himmelsareal befindet sich u. a. die Galaxie NGC 326, PGC 3536, PGC 95505, PGC 1799089.
Das Objekt wurde am 5. Dezember 1893 vom französischen Astronomen Stéphane Javelle entdeckt.